# ميركو زولتاو
ميركو زولتاو (بالألمانية: Mirko Soltau)‏ هو لاعب كرة قدم ألماني في مركز الوسط، ولد في 13 يناير 1980 في درسدن في ألمانيا. لعب مع دينامو درسدن وساتشسين لايبزيغ ونادي آوغسبورغ ويونيون برلين.

## وصلات خارجية
- ميركو زولتاو على موقع قاعدة بيانات كرة القدم.إي يو (الإنجليزية)
- ميركو زولتاو على موقع بيانات كرة القدم. دي إي (الألمانية)
- ميركو زولتاو على موقع عالم كرة القدم.نت (الإنجليزية)